# Adelheid von Görz
Adelheid von Görz (* nach 1241; † 1291) war eine Tochter des Grafen Meinhard III. von Görz und Tirol (I.). Sie heiratete Graf Friedrich I. von Ortenburg (Kärnten).

## Abstammung
Die Eltern von Adelheid von Görz waren Graf Meinhard III. von Görz und Tirol (I.) (* ca. 1192 / 1194, † 1258) und Adelheid (* ca. 1217, † 1278), die Tochter von Graf Albert III. von Tirol. Ihre Brüder waren Graf Meinhard II. von Tirol (und Görz IV.), der als Begründer Tirols gilt, und Graf Albert I. von Görz.

## Leben
Adelheid ist nach ihren Brüdern, also 1241 oder später geboren. Sie wird nach dem Tod ihres Vaters bei einem Vergleich ihrer Mutter mit dem Bischof Heinrich von Chur am 12. September 1258 erstmals urkundlich genannt. Ca. 1262 hat sie den Grafen Friedrich I.(II.) von Ortenburg (Kärnten) geheiratet. Als ihre Brüder im Februar 1267 in Lienz das väterliche Erbe unter sich aufteilen, fordert ihre Mutter eine Mitausstattung der Schwester Adelheid.
Von Graf Friedrich I. von Ortenburg und Adelheid sind vier Kinder urkundlich erwähnt: Die Söhne Meinhard, Otto und Albrecht sowie die Tochter Eufemia, die 1281 (Ehevertrag 3. Juni) den Grafen Hugo II. von Werdenberg ehelichte. Die Grafen von Görz/Tirol und die Ortenburger waren engstens verwandtschaftlich verbunden, da Adelheids Bruder Albert I. (von Görz und Tirol) 1275 in zweiter Ehe die Schwester Eufemia ihres Gatten Friedrich I. heiratete.
Gräfin Adelheid von Ortenburg (Görz) ist 1291 verstorben, nach dem Nekrolog des Klosters Ossiach am 1. Januar. Sie wurde im Dominikanerkloster in Cividale beigesetzt, die Inschrift ihres verschollenen Epitaphs ist von De Rubeis überliefert: Hic jacet Dna Adaleyta Comitissa  uxor Dni Federici de Ortenburch soror Domini Maynardi Ducis Karinciae u. Dni Alberti Comitis Goriciae. Auf der gleichen Spalte seiner Schrift zitiert De Rubeis aus dem Nekrolog des damaligen Klosterarchives in Cividale, dass Graf Friedrich von Ortenburg am 28. März 1304 verstorben sei.